# آلتیوم دیزاینر
آلتیوم دیزاینر (به انگلیسی: Altium Designer) یک بسته نرم‌افزاری برد مدار چاپی (به انگلیسی: PCB) و اتوماسیون طراحی الکترونیکی برای بردهای مدار چاپی است. این توسط شرکت نرم‌افزاری استرالیایی آلتیوم توسعه یافته است.